# James Vowles
James Vowles (Felbridge, 20 giugno 1979) è un dirigente sportivo e ingegnere britannico.
Team Principal della Williams Racing, in precedenza dal 2010 al 2023 è stato il capo stratega della Mercedes AMG F1.

## Biografia
Vowles ha iniziato la sua carriera in Formula 1 come ingegnere presso la British American Racing e Honda Racing F1 Team. È stato promosso a capo della strategia di gara alla Brawn GP dopo che la squadra è stata salvata dall'acquisizione da parte di Ross Brawn.
Vowles ha lavorato in molti team di Formula 1 come ingegnere di pista e stratega. Con due diversi team di Formula 1, ha vinto nove campionati costruttori e oltre 100 Gran Premi. Vowles era responsabile della strategia di gara della Brawn GP che è stata fondamentale per vincere la stagione 2009. Dopo aver lavorato con la Brawn GP, è rimasto con il team dopo la sua vendita alla Mercedes nel 2010.
Dal 20 febbraio 2023 è il Team Principal della Williams Grand Prix Engineering.